# Автошлях Т 0611
Автошлях Т 0611 — автомобільний шлях територіального значення у Житомирській області. Пролягає територією Житомирського та Бердичівського районів через Ставище — Брусилів — Попільню – Вчорайше. Загальна довжина — 57,2 км.
Проходить через населені пункти Ставище (E40 М06), Високе, Костівці, Брусилів, Морозівка, Соловіївка, Турбівка, Корнин, Корнинське, Квітневе, Попільня, Попільня (Р18), Кам'янка, Новопаволоцьке, Андрушки, Вчорайше.